# Partula
Partula es un género de moluscos de la familia Partulidae.

## Especies
Este género contienen las siguientes especies:

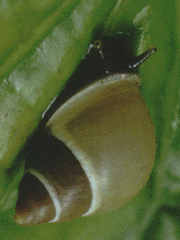
Partula gibba

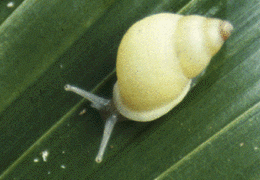
Partula langfordi

- Partula affinis
- †Partula approximata
- †Partula arguta
- †Partula atilis
- †Partula aurantia
- †Partula auriculata
- †Partula bilineata
- †Partula callifera
- Partula calypso
- †Partula candida
- †Partula castanea
- †Partula cedista
- †Partula citrina
- Partula clara
- †Partula compacta
- †Partula crassilabris
- †Partula cuneata
- †Partula cytherea
- †Partula dentifera
- †Partula dolichostoma
- †Partula dolorosa
- Partula emersoni
- †Partula eremita
- †Partula exigua
- †Partula faba
- †Partula filosa
- †Partula formosa
- †Partula fusca
- †Partula garretti
- Partula gibba
- Partula guamensis
- Partula hebe
- Partula hyalina
- †Partula imperforata
- †Partula labrusca
- Partula langfordi
- †Partula leptochila
- Partula leucothoe
- †Partula levilineata
- †Partula levistriata
- †Partula lutea
- Partula martensiana
- †Partula microstoma
- Partula mirabilis
- Partula mooreana
- Partula nodosa
- Partula otaheitana
- †Partula planilabrum
- †Partula producta
- †Partula protea
- †Partula protracta
- †Partula radiata
- Partula radiolata
- †Partula raiatensis
- †Partula remota
- †Partula robusta
- Partula rosea
- †Partula rustica
- †Partula sagitta
- †Partula salifana
- †Partula salifera
- Partula suturalis
- Partula taeniata
- †Partula thalia
- Partula thetis
- Partula tohiveana
- †Partula tristis
- †Partula turgida
- †Partula umbilicata
- Partula varia
- †Partula variabilis
- †Partula vittata